# IC 1438
IC 1438 је спирална галаксија у сазвјежђу Водолија која се налази на листи објеката дубоког неба у Индекс каталогу.
Деклинација објекта је - 21° 25' 51" а ректасцензија 22h 16m 29,0s. Привидна величина (магнитуда) објекта IC 1438 износи 11,7 а фотографска магнитуда 12,6. Налази се на удаљености од 33,8 милиона парсека од Сунца. IC 1438 је још познат и под ознакама ESO 602-1, MCG -4-52-29, IRAS 22137-2140, PGC 68469.